# Гамелан
Гамела́н (индон. и малайск. gamelan, яв. ꦒꦩꦼꦭꦤ꧀ gamelan, сунд. ᮌᮙᮨᮜᮔ᮪ gamelan, балийск. ᬕᬫᭂᬮᬦ᭄ gamelan от яв. gamel «стучать, ударять») — традиционный индонезийский оркестр и вид инструментального музицирования. Появившись на острове Ява, впоследствии распространился на Бали, Мадуре, Суматре и других островах Малайского архипелага.
Основу инструментария составляют ударные музыкальные инструменты: ксилофон гамбанг, металлофоны гендер, сарон, слентем; лежачие гонги бонанг, барабаны генданг, различные подвесные гонги и др. Более того, именно ударные инструменты, прежде всего гамбанг и гендер, исполняют основную музыкальную тему. В состав гамелана включаются также струнные щипковые — кечапи и целемпунг, смычковый ребаб, продольная флейта сулинг, разнообразные шумовые инструменты, иногда мужской и/или женский голос. Общее число инструментов колеблется от 10 до 25.
Употребляются классические звукоряды индонезийской музыки — 5-ступенный слендро и 7-ступенный пелог, в которых находит применение микрохроматика; при этом строй всего оркестра определяется строем пластиночных инструментов. При исполнении выбранной темы оркестр руководствуется одной из мелодических формул патет.
Звучание гамелана, которое при первом знакомстве может показаться европейцу диким и хаотическим, отличается большой гибкостью динамики и выразительностью, чему способствует искусное сочетание тембровых красок. Большую роль играет импровизация. Разучивание партий производится главным образом на слух. Каждый музыкант при исполнении темы стремится выявить характер своего инструмента, как можно полнее продемонстрировать его выразительные возможности. В основе репертуара гамелана — импровизационное исполнение классических тем и народных мелодий.
Гамелан используется в драматических, балетных, песенно-танцевальных представлениях, торжественных церемониях, шествиях и праздниках. Тесно связан с народным кукольным театром. Традиционный индонезийский гамелан, как правило, представляет собой общину музыкантов, проживающих в одной деревне и совместно владеющих оркестровыми инструментами. В XX веке появились не связанные с деревенской традицией академические гамеланы, в том числе и за пределами Индонезии.
Полифонический, «неземной» звук оркестра с давних пор поражал европейцев, включая сэра Фрэнсиса Дрейка, посетившего Яву в 1580. С начала XX века гамелан привлёк внимание европейских и американских исследователей. Интерес к нему на Западе во многом стимулировали композиторы, творчески заимствовавшие его музыкальный строй. К ним относятся К. Дебюсси, Дж. Кейдж, Э. Варез, А. Жоливе. Широко использован в опере Бенджамина Бриттена «Смерть в Венеции».
Русский поэт К. Д. Бальмонт (1867—1942), посетивший в 1912 во время кругосветного путешествия Целебес (Сулавеси), Яву и Суматру, так выразил свои впечатления от этого оркестра в стихотворении «Гамеланг»:
Гамеланг — как море — без начала,

	Гамеланг — как ветер — без конца.

	Стройная яванка танцевала,

	Не меняя бледного лица.
	* * *
	За горой звенит металл певучий,

	Срыв глухой и тонкая струна.

	Гамеланг — как смерть сама — тягучий,

	Гамеланг — колодец снов, без дна.
Гамелан в России
В России в г. Калининграде в Музее Океана в 2017 году в постоянную экспозицию был включен сет балийского гамелана.
При Посольстве Республики Индонезия в России и Белоруссии в Москве действует постоянная группа яванского гамелана. Коллектив был основан в 2017 году.
В декабре 2021 г. при Посольстве Республики Индонезия в Российской Федерации и Республике Беларусь был показан первый в мире спектакль ваянг-кулит полностью на русском языке.